# Det Journalistiske Fellowship
Det Journalistiske Fellowship er en journalistpris, der siden 2006 er blevet uddelt af Center for Journalistik ved Syddansk Universitet i Odense. Prisen er på 500.000 kr., hvilket gør den til Danmarks største . I 2011 skiftede prisen navn til Fyns Stiftstidendes Fellowship, i forbindelse med at  Den Fynske Bladfond overtog sponsoratet.
Ifølge fundatsen gives prisen til "en fremtrædende journalist eller redaktør, der kan bidrage til udviklingen af fremtidens journalister", og fellowship-modtageren bliver fellow ved universitetet i et halvt år, hvor vedkommende indgår i Center for Journalistiks undervisnings- og forskningsmiljø. Prisen er stiftet på baggrund af en bevilling fra Aarhuus Stiftstidendes Fond.

## Modtagere af Det Journalistiske Fellowship[2][3]
- 2006: Jens Olaf Jersild
- 2007: DR2-redaktør Mette Davidsen-Nielsen
- 2008: Per Knudsen
- 2009: Jakob Elkjær
- 2010: Jesper Tynell
- 2011: Kurt Westh Nielsen
- 2012: Charlotte Aagaard
- 2013: Pernille Tranberg
- 2014: Nikolai Thyssen
- 2015: Aslak Gottlieb
- 2016: Jan Birkemose
- 2017: Pierre Collignon